# Elias Gilbert
Elias Gilbert (* 14. Januar 1936; † April 1985) war ein US-amerikanischer Hürdenläufer.
1959 gewann er bei den Panamerikanischen Spielen in Chicago Bronze über 110 m Hürden in 14,0 s.
1957 wurde er US-Meister über 220 Yards Hürden und 1958 US-Hallenmeister über 60 Yards Hürden. Für die Winston-Salem State University startend wurde er 1958 NCAA-Meister über 120 Yards Hürden. Seine persönliche Bestzeit in dieser Disziplin von 13,4 s stellte er am 31. Mai 1957 in Compton auf.